# Петар М. Јоксимовић
Петар М. Јоксимовић (Приједор, 1987) српски сликар и инжењер.

## Биографија
Мајка Дијана и отац Миодраг. Његов деда Петар Јоксимовић је бивши фудбалер београдског прволигаша „Југославије”; а деда Миодраг Јоксимовић, грађевински инжењер градио по цeлој Краљевини Југославији, такође, један од његових предака је и Милан Роглић, један од најпознатијих фотографа и фоторепортера у периоду између светских ратова у Београду; прадеда Свети Сурдулички мученик Вучко Јоксимовић; чукундеда Георгије Краљевачки, сликар и један из плејаде првих српских и раних европских фотографа. У Београду завршава основну школу „Павле Савић”, затим Десету београдску гимназију „Михајло Пупин”, као и основне а потом и мастер студије на Рударско — геолошком факултету, са звањем мастер инжењер геологије.

## Сликарство
Када је имао само 3 године, први пут изложено је неколико његових цртежа у галерији Арс-медиа у Приједору. Са 9 година излаже самостално у галерији „Пинки” у Земуну. Са 12 година излаже у Тренту (Италија) по позиву општинских власти у том граду. Те године, у београдској галерији НУБС, на јавном анонимном конкурсу „Портрет кроз време”, у конкуренцији тридесетак академски образованих сликара номинован је за прву награду. Године 1998. добија признање „Београдски анђели” као најмлађи (10 година) и један од најталентованијих младих у Србији, а потом, 2001. године, улази у енциклопедију талентованих Србије „Они долазе”.
1997. године, има 10 година и излаже у галерији Руског дома у Београду. Изложбу отварају Владимир Кутирин, директор Руског Дома и професор Сергеј Јовановић. 2002. године, када је имао 15 година, професор Хана Ћопић снимила је документарни филм на немачком језику за одељење Гетеовог института у Београду који је тамо премијерно и приказан, и који је добио награду. Књижевник и сликар Момо Капор отвара 2000.г. Петрову изложбу у „Божидарцу”. Од стране аташеа за културу немачке амбасаде Н. Новака, предложен је за аплицирање на Hochbegabtenförderung, Bochum, Институција за натпросечно надарене особе.
За изложбу у Тренту, у Италији, када је имао 13 година, најављен је: „Из Београда долази мали Мунк”
Две његове слике су у власништву Виктора Ниденса, експерта петроградског Ермитажа. Две Петрове слике изложене су и у галерији књижаре Српска академија науке и уметности у Београду.
Излагао је на више од 40 самосталних и групних изложби у земљи и иностранству. Изложбе је добијао на јавним конкурсима и у галеријама које имају уметнички савет. Петрови радови налазе се у многим колекцијама широм света. Његово сликарство припада егзистенцијалном пост-експресионизму. О Петровом сликарству изузетне критике дали су: професор Сергеј Јовановић, професор Милош Шобајић, сликар Милан Маринковић Циле, професор и декан Ликовне академије у Београду Бранко Миљуш, професор историје уметности на Ликовној академији на Цетињу Александар - Саша Чиликов, професор историје умјетности на Ликовној академији у Београду Никола Шуица, редитељ, Емир Кустурица, академик, професор Владимир Величковић, кустоси Пикасовог музеја у Барселони., кустос Ермитажа из Санкт Петербурга Виктор Ниденс, академик професор Љубица Цуца Сокић и многи други.

## Позиви за излагање у Њујорку, Лондону и Москви
Отворени позиви за излагање у три најпрестижније светске галерије за промовисање младих уметника. 
- прва је AGORA из Њујорка. Позван је два пута. Први[7] и други пут[8]
- друга је THE BRICK LANE GALLERY из Лондона,[9]
- трећа Центру савремене уметности -  ВИНЗАВОД – МОСКВА[10]

## Изложбе
| Самосталне: - Галерија „Арс медиа”, Приједор, мај 1991. - Основна школа „Соња Маринковић”, Земун, мај 1997. - Галерија „Пинки”, Земун, јун 1997. - Хала „Пинки”, Земун, август 1997. - Основна школа „Павле Савић”, Београд, отогбар 1997. - Галерија „Руски дом”, Београд, 1997/1998. - Сајам књига, Београд, октобар 1998. - Галерија- музеј, Приједор, септембар 1999. - Галерија „Божидарац”, Београд, октобар 2000. - Галерија „Библиотека”, Тренто-Италија, мај 2000. - Галерија „НУБС”, Београд, септембар 2000. - Галерија „Радовић”, Београд, октобар 2000. - Галерија Дома војске Југославије, Београд, јануар 2002. - Галерија Дома војске Југославије, Тиват, јул 2002. - Галерија „Аркада”, Будва, јул 2002. - Галерија хотела „Маестрал”, Будва, јул 2002. - Десета гимназија „Михајло Пупин”, Београд, јануар 2003. - Интернационални прес центар, Београд, април 2003. - Галерија музеја у Будви, Будва, јун 2003. - Галерија „Радовић”, Београд, фебруар 2004. - Галерија хотела „Краљичина плажа”, Милочер, септембар 2004. - Галерија хотела „Краљичина плажа”, Милочер, јул 2005. - Интернационални прес центар, Београд, октобар 2005. - Југословенска галерија уметничких дела, Београд, јун 2006. - Сплав „Леонардо”, Београд, мај 2008. - Мала галерија УЛУПУДС-a, Београд, новембар/децембар 2016. - Галерија „Руски дом”, Београд, јун 2018. - МКМ КЦ МАГАЦИН,"Изложба радова", Београд, 2020. - Хотел Hyatt Regency, Београд, април/мај 2025. | Групнеː - Галерија „Црњански”, Београд, фебруар 1999. - Галерија „Црњански”, Београд, фебруар 2000. - Галерија „НУБС”, Београд, мај 2000. - Галерија „НУБС”, Београд, октобар 2001. - Галерија „НУБС”, Београд, мај 2002. - Галерија „НУБС”, Београд, октобар 2002. - Галерија „НУБС”, Београд, мај 2003. - Галерија Хотела „Панорама”, Будва, септембар 2004. - Мала галерија УЛУПУДС, „Кутија III”, Београд, новембар/децембар 2016 - Мала галерија УЛУПУДС,"Мали формат", Београд, 2017. - Мала галерија УЛУПУДС,"Мали формат", Београд,2018/2019 |

## Галерија

### Рани период
- Деца, оловка на папиру (аутор има 6 година)
- Ратник, угаљ на папиру (аутор има 6 година)
- Микеланђело, угаљ на папиру (аутор има 10 година)
- Патуљак, угаљ на папиру (аутор има 12 година)
- Легионар, угаљ на папиру (аутор има 13 година)
- Чувар пруге, угаљ на папиру (аутор има 13 година)

### Радови
- Егон Шиле, (Egon Schiele),2014.г. пастел на папиру, (64X50 цм)
- Френсис Бејкон (Francis Bacon),2009.г. угаљ на папиру, (60X55 цм)
- Комшија Жељко, 2012.г.  угаљ на папиру, (63,5X48,5 цм)
- Маријане фон Верефкин (Marianne von Werefkin),2014. туш на папиру,(49X34 цм)
- Поов гавран, (70Х60 цм)
- Жена непознатог племена са сином који ће се тек родити, 2019. (70X60 цм)
- Чекајући 1991.г.,2019.г. пастел на папиру, (65Х35 цм)
- Црни дечак на тренутак пре него што ће му мајка добити поново статус робиње, 2019.пастел на папиру,(70X50 цм)
- Из руске степе, 2019.пастел на папиру (70X50 cm)
- Руска православна монахиња , 2019. пастел /папир, (70X65 цм)
- Лепотица памучних поља у клубу Порги и Бес, 2019,пастел на папиру (70X50 cm)
- Од белог вируса у јагње, 2020. угаљ-пастел на папиру, (100Х70 цм)
- Жена по којој је судбина добила име,2014. пастел
- Петрушка 2014.г. уље на платну, (20X20 цм)
- Купачица непосредно пре уласка у воду,2009.г. акрилик на платну,(100X70 цм)
- Неточка Незванова,2005.г. уље на картону, (100X70 цм)
- Пејзаж са сеном,2001.г. уље на платну,(73X54 цм)
- Сликарка, 2003. уље на картону (101X71 цм)
- Купачице, 2005.г. уље на картону (70X100 cm)
- Човек 3, 2000. уље на платну (45X38 cm)
- Девојчица избегла сопственом сну, 2006.г. уље на платну, (101X71 цм)
- Тајмен у брезовој шуми,2018.г. уље/платно.(150 100)X цм
- Дама с Пигала, (80X60 cm)
- Коло са Раткова,уље/платно (150X100 cm)
- Тесла у високфреквентним струјама,2006.г. уље на картону,(100X70 цм)
- Деца цвећа у пензији 2019.г. уље/платно (80X100 цм)
- Сутона на Жепи, 2019.г., уље на  платну, (31X40 цм)
- Павароти 2017.г. уље на картону, (65X50 цм)